# Il trapezio della vita
Il trapezio della vita (The Tarnished Angels) è un film del 1957 diretto da Douglas Sirk.

## Trama
Nel 1932 Burke Devlin, giovane cronista di un giornale di provincia, diviene amico di alcuni acrobati dell'aria: un trio composto dal pilota Roger, da sua moglie, la paracadutista Laverne, e dal meccanico Jiggs. Pur essendo molto affiatati, i tre non fanno altro che litigare per via delle loro continue difficoltà economiche (Roger e Laverne hanno pure un figlio), ma soprattutto a causa del fatto che Jiggs è da sempre innamorato di Laverne. Molti, del resto, subiscono il fascino della giovane paracadutista, come lo stesso Burke. Roger, perduto l'aereo dopo una tragica gara, spinge Laverne a gettarsi tra le braccia di Matt Ord, un facoltoso organizzatore sportivo, il quale possiede un malridotto apparecchio che Jiggs potrebbe riparare, consentendo così a Roger di riprendere le gare.
Burke, per evitare il disonore a Laverne, si offre di convincere Ord a cedere l'aereo e vi riesce; Jiggs lo ripara alla bell'e meglio e Roger, dopo aver confessato tutto il suo amore a Laverne, le promette che quella sarà la sua ultima gara e che dal giorno dopo cambieranno vita. Purtroppo è veramente la sua ultima gara: il motore inizia a fumare e Roger, nel tentativo di evitare che l'aeroplano travolga la folla, si va a schiantare in mare, perdendo la vita.
Dopo un iniziale momento di disperazione in cui rischia di cadere tra le braccia di Matt Ord, Laverne, grazie all'intervento di Burke, decide di tornare al paesello natio in compagnia del figlio, per ricominciare un'altra vita con un libro regalatole da Burke stesso, che nutre la speranza di non averla persa per sempre.

## Distribuzione
The Tarnished Angels è stato presentato il 21 novembre 1957 in prima mondiale a Londra e nelle sale statunitensi il 25 dicembre 1957. Nelle sale italiane, con il titolo Il trapezio della vita, è uscito il 12 febbraio 1958.

## Critica
«William Faulkner considerò il film il miglior adattamento cinematografico di un suo romanzo... un film a metà tra il melodramma e l'avventura... Permeato da un pessimismo cupo e fatalistico... risposta adulta... al falso romanticismo delle soap opera. Di grande efficacia la fotografia "corposa e melanconica" di Irving Glassberg.» ***